# Lynchius
Lynchius  (лат.) — род бесхвостых земноводных из семейства Strabomantidae. Длина до 43 мм (вид Lynchius flavomaculatus); голова уже туловища; первый палец передней конечности длиннее второго. Молекулярно-генетический анализ показал монофилию рода и его близость к таксону Oreobates. Род назван в честь американского герпетолога Джона Дугласа Линча, описавшего типовой вид этого таксона.

## Классификация
На ноябрь 2018 года в род включают 6 видов:
- Lynchius flavomaculatus (Parker, 1938)
- Lynchius nebulanastes (Cannatella, 1984)
- Lynchius oblitus Motta et al., 2016
- Lynchius parkeri (Lynch, 1975)
- Lynchius simmonsi (Lynch, 1974)
- Lynchius tabaconas Motta et al., 2016